# Leonid Isaakovič Menaker
Leonid Isaakovič Menaker (Leningrado, 12 settembre 1929 – San Pietroburgo, 21 aprile 2012) è stato un regista sovietico.

## Filmografia parziale

### Regista
- Nočnaja smena (1970)
- Rasskaz o prostoj vešči (1975)
- Molodaja žena (1978)
- Poseldnjaja doroga (1986)